# Raffaella Aleotti

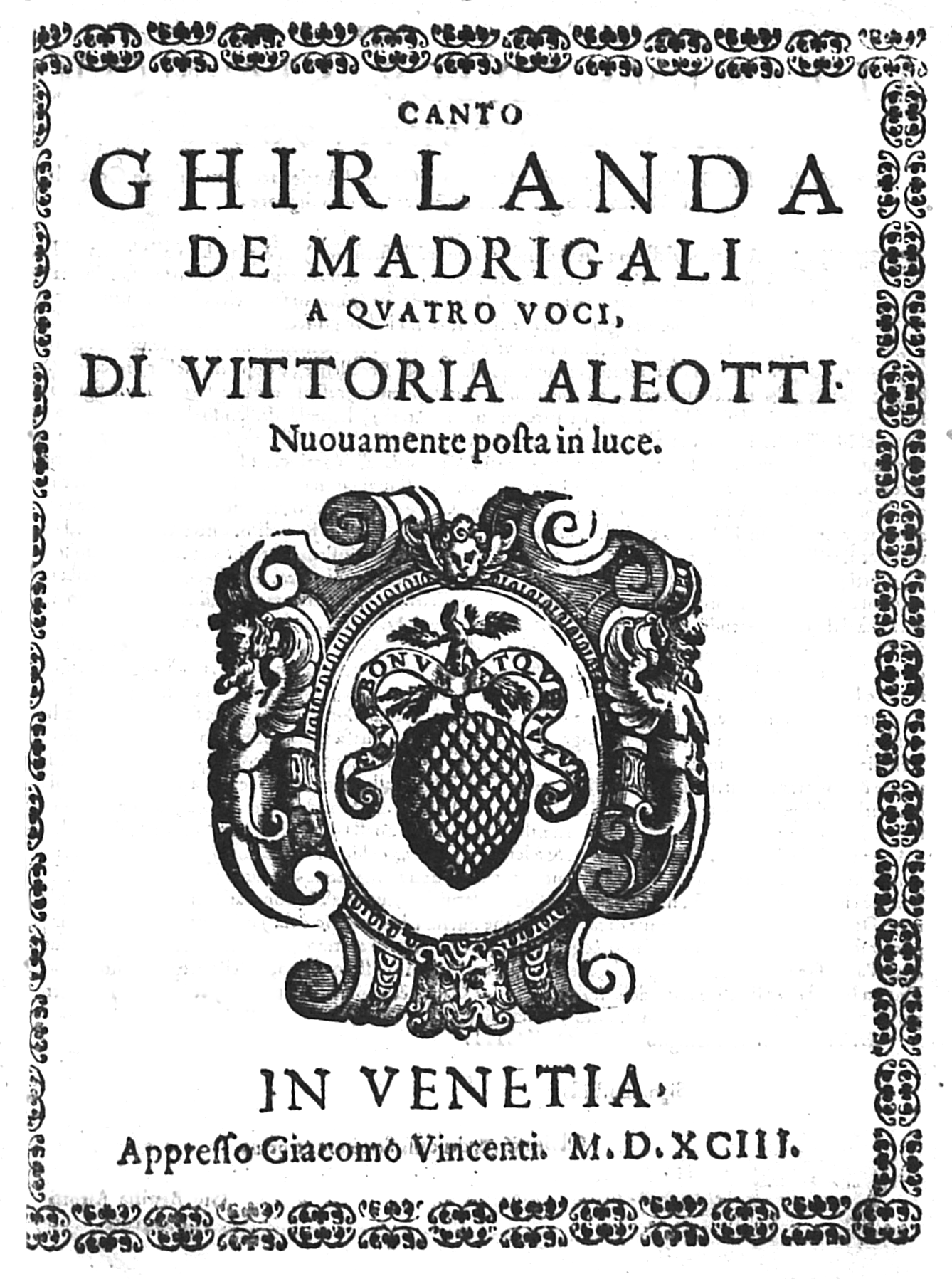
Coleção Ghirlanda de Madrigali a Quattro Voci de Vittoria Aleotti

Raffaella Aleotta (1575 - após 1620), que se acredita ser também Vittoria Aleotti (1570 - após 1646) foi uma freira agostiniana italiana, compositora e organista.

## Biografia
Ela nasceu em Ferrara, era filha do proeminente arquitecto Giovanni Battista Aleotti e foi mencionada no seu testamento, escrito em 1631. Segundo o seu pai, Raffaella  interessou-se por música depois de ouvir a sua irmã mais velha a aprender música. No espaço de um ano, Raffaella dominou tão bem os instrumentos musicais, em particular o cravo e a voz que foi enviada para aprender com Alessandro Milleville e Ercole Pasquini. 
Aos 6 ou 7 anos de idade, depois de estudar com Pasquini,  foi sugerido que ela fosse enviada para San Vito, em Ferrara, um convento famoso por acolher talentos musicais. Aos 14 anos, ela decidiu entrar para o convento e dedicar sua vida ao serviço de Deus.

## Controvérsia sobre a sua identidade
Dizem que Giovanni Battista Aleotti teve cinco filhas. Embora não haja registo de uma filha chamada Raffaella, supõe-se que Vittoria tenha mudado de nome quando entrou para o convento. Há muitos relatos que sugerem que Vittoria e Raffaella são duas irmãs diferentes, enquanto outras afirmam que as duas são a mesma mulher. 
Esta confusão com a identidade é provocada por Giovanni, que escreveu a dedicatória do único livro de música publicado por Vittoria. Nele, ele sugere que quando a sua filha mais velha estava a ser preparada para ser freira e a aprender música, sua filha mais nova, Vittoria, ouviu a irmã a aprender e o seu gosto pela música despertou.  É com base neste relato que alguns sugerem que Vittoria e Raffaella são duas mulheres diferentes. 
Para apoiar esta afirmação, muitos escreveram que era quase impossível e altamente improvável que a mesma mulher publicasse dois livros de música diferentes sob dois nomes diferentes. Além disso, diz-se que, enquanto Vittoria  confiava as dedicatórias das suas obras ao seu pai, Raffaella assumia total responsabilidade de escrever as suas próprias dedicatórias, insinuando assim também as diferenças personalidade entre as duas.
Após 1593, Vittoria nunca mais é ouvida, enquanto Raffaella ganhou uma fama tremenda por suas habilidades musicais para tocar e liderar.
Em 1591, Vittoria publicou um único madrigal (Di pallide viole), numa antologia musical: Il giardino de musici ferraresi . Dois anos depois, ela compôs músicas para oito poemas de Giovanni Battista Guarini, que mais tarde o seu pai enviou ao conde del Zaffo, que os fez imprimir por  Giacomo Vincenti em Veneza. Este livro de madrigais foi intitulado "Ghirlanda de madrigali a quatro voci". Aleotti foi a primeira, de pelo menos 19 compositores, a transcrever o texto "T'amo mia vita" para música. 
No mesmo ano em que Vittoria publicou seu livro de madrigais, Raffaella publicou um livro de polifonias. Impresso por Amadino em 1593, o "Sacrae cantiones quinque, septem, octo e decem vocibus decantande", foi o primeiro livro de música sacra de uma mulher ser imprimido e contém dezoito polifonias; treze quintetos, dois septetos, dois octetos e uma polifonia para dez vozes 

## Estilo
Raffaella era reconhecida pela sua habilidade no órgão e por tocar outros instrumentos, como cravo, trombone e outros instrumentos de sopro. Ela foi incansavelmente elogiada por Ercole Bottrigari por ter o talento e as habilidades necessárias para liderar um conjunto de vinte e três freiras; ela também era a Maestra do convento de SanVito até à sua morte.
Raffaella gostava de música complexa e utilizava frequentemente a harmonia e a dissonância para elevar o texto. No entanto, era por vezes alvo de criticas porque alguns pensavam que, à medida que a música se tornava cada vez mais complexa por ela utilizar cada vez mais vozes, a santidade da música desaparecia e dava lugar ao prazer. 

## Trabalhos existentes
- Angelus ad pastores ait (texto de Lucas 2:10-11), polifonia
- Ego flos campi (a 7 vv), polifonia
- O Giardino de Music Ferraresi (1591)[8]
- Sacrae cantiones quinque, septem, octo e decem vocibus decantande (1593), livro de polifonias para cinco, sete, oito e dez vozes
- Ghirlanda de madrigali a quatro voci (1593), livro de Madrigais para quatro vozes[3]
  - Reproduções de suas músicas estão disponíveis em muitos CDs, incluindo O Dulcis Amor.

## Ligações Externas
- Obras de Raffaella Aleotti no International Music Score Library Project
- As Mulheres Compositoras antes de 1750 - Biografia de Vittoria/Rafaella e letra de um dos seus madrigais
- Gravação das suas obras
- Raphaella Aleotti: Le Monache di San Vito
- O dulcis amor: Women composers of the Seicento